# Епір
Епі́р (грец. Περιφέρεια Ηπείρου) — периферія та історична область на північному заході Греції, біля Іонічного моря.
За адміністративним поділом 1997 року, включала номи: Арта, Превеза, Теспротія та Яніна.

## Географія
На теренах Епіру два гірські хребти: Динарські Альпи і Пінд. Головне місто — Яніна. Переважно аграрний район. На рівнині обробляють пшеницю, овес, тютюн, бавовник; виноградники і насадження оливи. У горах — пасовищне скотарство, переважно вівці і кози; лісорозробки. На узбережжі — насадження цитрусових. Рибальство. Залізниць немає. Основна шосейна дорога — Яніна - Превеза. Клімат переважно альпійський. Вітри з Іонічного моря дають більше опадів, ніж будь-який інший частині Греції.

### Природоохоронні території
- Національний парк «Пінд»
- Національний парк «Вікос-Аоос»
- Природний парк Буразані

## Історія
Правителі стародавнього Епіру
- Адмет (перша половина V ст. до н.е.)
- Таріп (бл. 430 - бл. 390)
- Алкета I (бл. 390 - бл. 370)
- Неоптолем I (бл. 370 - 357)
- Арібба (бл. 370 - 342)
- Александр I (342 - 331)
- Еакід (331 - 316 та 313)
- Алкета II (313 - 307)
- Пірр I (307 - 302 та 297 - 272)
- Неоптолем II (302 - 296)
- Олександр II (272 - бл. 255)
- Олімпія II Епірська (бл. 255 - 242)
- Пірр II (242 - 237)
- Птоломей ΙΙ (237 - 234)
- Деідамія II Епірська (234 - 233)

Докладніше: Стародавній Епір